# 한무협
한무협(韓武協, Alfonso Han, 1923년 8월 22일 ~ 2017년 8월 22일)은 대한민국 육군 소장 출신으로, 국방부 정보국장, 중앙정보부 대공수사국장, 현대해상 회장, 자민련 고문 등을 지낸 대한민국의 군인이자 경제인·정부관료·교육인이다. 박정희 대통령의 "정보맨"으로 두터운 신임을 얻었으며, 박정희가 직접 결혼식 주례를 서기도 하였다. 본관은 청주(淸州)이며 호는 우양(宇陽)이다.

## 소개
1948년 육군사관학교를 졸업하고(6기), 1951년 육군보병학교, 1956년 국방대학교를 졸업하였다. 이외에도 군복무 중인 1962년 단국대학교 정치외교학과 졸업, 1965년 한양대학교 대학원, 육군대학교와 미국 국방대학교에서 수학한 면학파이다. 육군본부 남한반장, 제21사단 제66연대장, 6군단 참모장, 기무사령부 부사령관 등을 지냈다. 이후 중앙정보부 대공수사국장, 중앙정보학교장, 제26사단장, 육군훈련소장 등을 거쳐 한국군 정보 총책인 합동참모본부 전략정보국장을 지내고, 1975년 소장으로 예편하였다.
이후 금융인으로 변신하여 1977년부터 동방해상화재보험 대표이사 겸 대주주, 해동화재해상보험 대표이사 등을 지냈다. 학계와도 인연을 맺어 1975년 9월 12일 제5대 금오학원 이사장, 1982년 한국에스페란토협회 회장, 1983년 고운학원 이사 등으로 활동하였다. 이후 자유민주연합 고문, 성우회 자문위원을 역임하였다. 대한민국 금성충무무공훈장, 미국 리존오브메리트(Legion of Merit) 훈장, 태국 2등 기사지휘관훈장 등의 상훈이 있다. 저서로는 《군인과 책임》, 《경영과 책임》, 《이스라엘첩보전》(역) 등이 있다. 후에 한국가톨릭경제인협의회를 공동 설립, 부회장을 역임하였다.

## 박정희와의 인연
1949년 초, 육군본부 정보국 전투정보과장으로 임명된 박정희 당시 소령 휘하에 김종필 북한반장과 함께 남한반장으로 근무하였다. 같은 해 3월, 김이중 여사와 태고사에서 결혼식을 올릴 당시 주례는 박정희였다. 박정희의 "정보맨"으로 불렸으며, 이후 사단장과 합참 정보국장(국방정보본부장)을 지낼 당시에도 박정희 대통령을 독대하는 등 절대적인 신임을 받았다.

## 경력 및 활동

### 경력
- 1948년 육군사관학교 6기 졸업
- 1963년 중앙정보부 대공수사국장
- 1967년 제26사단장
- 1969년 합동참모본부 전략정보국장
- 1973년 육군훈련소장
- 1975년 육군 소장 예편
- 1975년 학교법인 금오학원 이사장
- 1976년 ~ 1994년 《La Espero el Koreio》 발행인
- 1977년 ~ 1981년 동방해상화재보험 대표이사
- 1978년 ~ 1981년 한국에스페란토협회 회장
- 1982년 ~ 1986년 해동화재해상보험 대표이사
- 1983년 학교법인 고운학원 이사
- 1991년 한국에스페란토협회 회장 재선임
- 1994년 세계에스페란토대회 조직위원장
- 1994년 ~ 2017년 한국에스페란토협회 명예회장 겸 세계에스페란토협회 명예이사

### 학력
- 1948년 육군사관학교 6기
- 1951년 육군보병학교 졸업
- 1953년 육군대학 졸업
- 1956년 국방대학교 행정학사 1기
- 1958년 미국 국방대학교 행정학사
- 1962년 단국대학교 정치외교학 학사
- 1965년 한양대학교 대학원 산업공학 석사

### 수상
- 1951년 은성충무무공훈장
- 1953년 금성충무무공훈장
- 1954년 금성화랑무공훈장
- 1958년 국방부장관 표창
- 1963년 대통령 표창
- 1966년 베트남 5급 훈장
- 1968년 금성충무무공훈장
- 1969년 금성충무무공훈장, 미국 리존오브메리트훈장
- 1970년 자유중국(대만) 특종영수 운휘훈장
- 1971년 태국 2등 기사지휘관훈장
- 1972년 베트남 1등 명예훈장
- 1978년 재무부장관상[4]
- 2006년 해평민족상

### 저서 및 역서
- 《군인과 책임》(법문사, 1974)
- 《경영과 책임》(법문사, 1980)
- 《이스라엘 첩보전》(역)
- 《국제 청년대회를 어떻게 조직할 것인가》(역)
- 《對共鬪爭 은 生存 위한 召命 , 軍精神敎育 의 三丈指標를 中心으로》

## 기타
- 그가 76년 창간한 La Espero el Koreio(한국의 희망)은 94년 폐간될 때까지 모두 123호가 발행되었으며, 이는 한국 에스페란토의 수준을 세계적으로 드높이는 계기가 되었다. 이는 한국 에스페란토 문학사에서 매우 큰 비중을 차지하게 된다. 그는 이후 한국에스페란토협회 회장이 되면서 에스페란토 운동의 중심 인물이 되었다.[5] 그는 현재 한국인으로서는 유일하게 세계에스페란토협회 명예이사로 등록되어 있다.[6]
- 자민련 시절 전국구 의원(비례대표) 공천제의를 받았으나 국회의원으로서 정치에 직접 몸담기를 거부하여 거절, 고문직을 수락하였다.
- 1949년 3월, 태고사에서 결혼식을 올렸는데, 주례는 군인으로서 오랫동안 친분을 다진 박정희 대통령이었다.
- 1·21 사태 당시, 청와대를 습격한 북한 무장공비 소탕 작전을 성공적으로 지휘, 미국 정부로부터 리존오브메리트훈장 및 한국 정부로부터 금성충무무공훈장을 수여하였다.

## 가족 관계
- 고조부 : 한용전(韓用典)
- 고조모 : 유씨(劉氏)
  - 증조부 : 한기련(韓基鍊)
  - 증조모 : 경주 김씨
    - 조부 : 한석돈(韓錫敦)
    - 조모 : 양성 이씨
      - 아버지 : 한필섭(韓弼燮)
      - 어머니 : 김석화(金夕和)(경주 김씨)
        - 배우자 : 김이중(金二中)
        - 동생 : 한봉협(韓鳳協)

## 같이 보기
- 박정희
- 김종필
- 이종찬
- 백선엽
- 박태준
- 김점곤
- 최덕신
- 대한민국 육군
- 현대해상화재보험
- 중앙정보부
- 자유민주연합
- 에스페란토